# باشق أحمر الفخذ
البَاشِقُ أحمَرُ الفَخْذِ هو أحد أنواع الجوارح المُنتمية لفصيلة البيزان. يمتدُ موطنها عبر أنحاءٍ شاسعة من أفريقيا، وهو يشمل: أنغولا، وبنين، وبوركينا فاسو، والكاميرون، وجمهوريَّة أفريقيا الوُسطى، وجمهوريَّة الكونغو، وجمهوريَّة الكونغو الديمقراطيَّة، وساحل العاج، والغابون، وغامبيا، وغانا، وغينيا، وغينيا بيساو، وليبيريا، ونيجيريا، وراوندا، والسنغال، وسيراليون، وتوغو، وأوغندا.